# Blaha János
Blaha János (Jan Blaha, Měřín, Csehország, 1829. – Debrecen, 1870. január 24.) cseh származású osztrák katona, színházi és katonakarmester, Blaha Lujza első férje.

## Életpályája
Lichtenstein herceg dzsidás-ezredében volt karmester és színházi karmester. 1860. május havában jelent meg Szabadkai csárdás című zeneszerzeménye. A szabadkai helyőrségi zenekarban, 1865-ben pedig Sipos Károly társulatában is vezényelt. 
Itt ismerkedett meg Kölesi Lujzával. Bár Blaha nem tudott magyarul, felfedezte az ifjú színésznő tehetségét és tanítani kezdte őt, aki így lényegében Blahától kapta a zenei képzését. 1866. február 5-én Szabadkán feleségül vette a nála mintegy két évtizeddel fiatalabb, akkor 15 éves lányt. Kölesi Lujza felvette a nevét, és Blaha Lujzaként vált ismert színésznővé, majd halhatatlanná. 
A házaspárt 1866-ban Debrecenbe szerződtették. Itt vezényelt egészen haláláig. 1870. január 24-én délután háromnegyed 5 órakor hunyt el tüdővészben, élete 41. évében. Temetésére 1870. január 26-án került sor, a szentannai római katolikus sírkertben. Özvegye (két későbbi házassága ellenére) haláláig megtartotta a Blaha Lujza nevet.